# Siríac
El siríac (en siríac ܣܘܪܝܝܐ, suryāyā) és un conjunt de dialectes de l'arameu, una llengua semítica parlada a l'Orient Mitjà; durant el seu apogeu es va parlar a la major part del Creixent Fèrtil.
L'arameu ha existit almenys des del segle XII aC i ha evolucionat amb el pas de tots aquests segles; mentre que el siríac va fer la seva aparició durant el període hel·lenístic i no va tenir una escriptura pròpia, al voltant del segle i, es va crear l'escriptura siríaca, la qual prové de l'alfabet arameu.
El siríac clàssic arribà a ser la principal llengua literària de l'Orient Mitjà des del segle iv i fins al segle viii, així com un vehicle de transmissió cultural i religiosa del cristianisme ortodox siríac; es difongué per Àsia fins a llocs tan llunyans com les costes malabars de l'Índia i l'orient de la Xina. I, fins i tot, també va arribar a servir als àrabs i perses (encara que en menor mesura per a aquests últims) com a mitjà de comunicació i disseminació cultural, al mateix temps que l'idioma clàssic d'Edessa es preservava en una gran col·lecció literària.
El siríac, un mitjà d'expressió principalment cristiana, tingué una fonamental influència cultural i literària en el desenvolupament de la llengua àrab, la qual reemplaça el siríac cap a finals del segle viii. En l'actualitat, el siríac continua sent l'idioma litúrgic per als cristians sirians.
D'una manera general, el terme siríac es fa servir per a referir-se a tot l'arameu clàssic de l'antiguitat tardana; però, més específicament, es refereix a la llengua clàssica d'Edessa, que va esdevenir l'idioma litúrgic de l'Església ortodoxa siríaca.

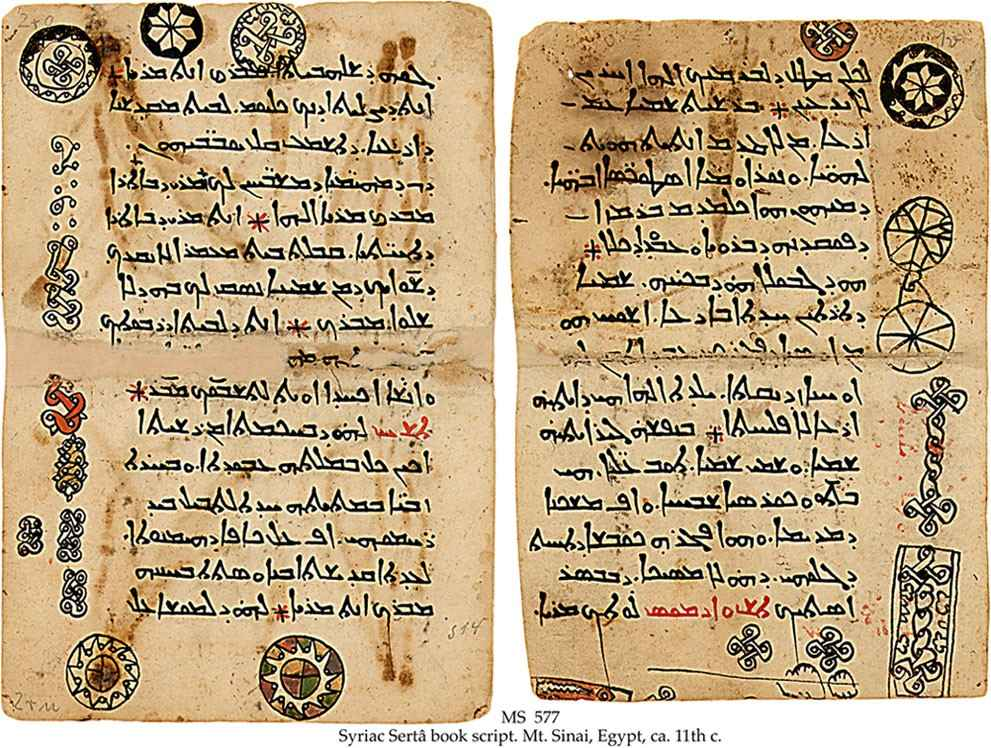
Un manuscrit siríac del (estil serto), procedent del monestir de Santa Caterina del Sinaí

## Distribució geogràfica
El siríac fou originàriament un dialecte arameu del nord de Mesopotàmia, el qual, en la seva forma actual, s'ha desenvolupat sota la influència del cristianisme. Abans que l'àrab esdevingués la llengua dominant, el siríac era un idioma important entre les comunitats cristianes de l'Orient Mitjà, Àsia central i Kerala.
Al començament del segle xxi, els dialectes siríacs són parlats per aproximadament 400.000 persones molt disperses geogràficament, principalment al sud-est de Turquia i al nord de l'Iraq, així com en petites comunitats del Líban, Síria, Iran, Armènia, Geòrgia i Azerbaidjan, on es parlen sovint amb una marcada influència de les llengües locals dominants.
El segle xx va veure l'aparició d'ideologies nacionalistes, de vegades intolerants, que van perjudicar enormement les comunitats de parla aramea. De fet, a causa de problemes polítics i religiosos inherents a l'Orient Mitjà, l'ús de la llengua siríaca, ja de per si reduït, ha retrocedit fortament. A causa de l'emigració massiva que ha afectat els cristians orientals, des de fa unes dècades es troben en comunitats de parla siríaca a Amèrica del Nord i Amèrica del Sud, així com a Europa.

En un altre temps un idioma important en el Creixent Fèrtil, el siríac, es troba ara confinat a certs enclavaments a les planes de Nínive, Tur Abdin, i al voltant de les ciutats sirianes de Qamixli i Mâlula

## Història

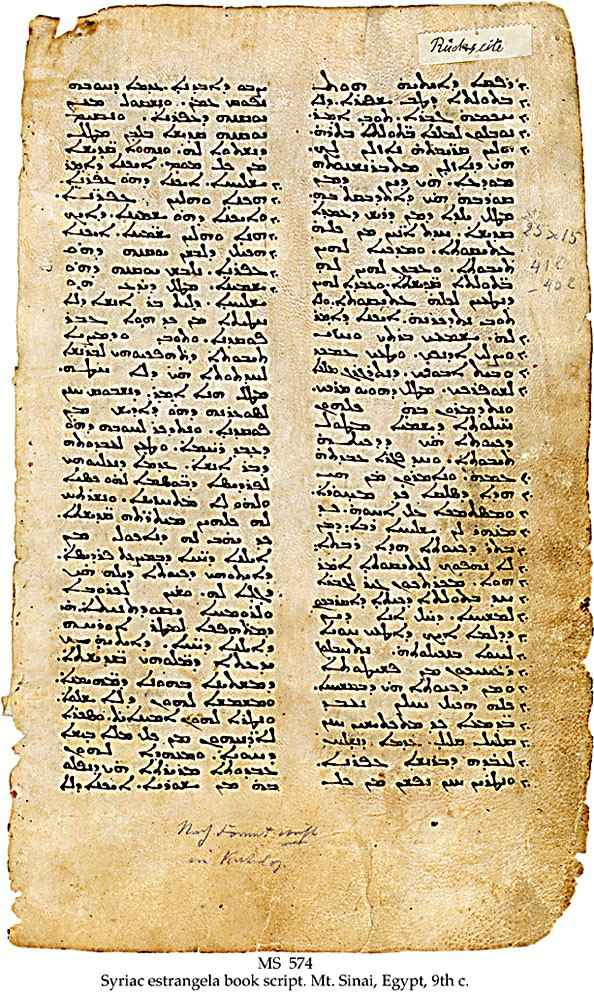
Homilia de l'Evangeli segons Joan. Manuscrit siríac en estil "estrangelâ",

L'evolució del siríac pot agrupar-se en tres fases diferents:
- Siríac antic — la llengua d'Assíria, i els regnes neoassiris d'Adiabene i Osroene.
- Siríac mitjà — «ܟܬܒܢܝܐ Kṯāḇānāyā, 'siríac literari'), que es divideix en:
  - Siríac mitjà occidental — llengua literària i eclesiàstica dels cristians siríacs i dels caldeus.
  - Siríac mitjà oriental — llengua literària i eclesiàstica dels cristians siríacs i maronites.
- Siríac modern — és un terme utilitzat de vegades per a referir-se a les llengües neoaramees orientals. Encara que no poden ser identificats positivament com els descendents directes del siríac mitjà testimoniat, s'han d'haver desenvolupat a partir dels dialectes estretament relacionats que pertanyen a la mateixa branca de l'arameu, i les varietats parlades en les comunitats cristianes durant molt de temps van coexistir amb el siríac oriental com a llengua litúrgica i literària, per la qual ha estat influït. En aquesta terminologia, el siríac modern es divideix en:
  - Siríac modern occidental - Turoyo i Mlahsô. Tingueu en compte, però, que aquests de vegades s'exclouen de la categoria de "siríac modern".
  - Siríac modern oriental - neoarameu oriental: inclou neoarameu assiri i neoarameu caldeu; però, el terme normalment no es fa servir en referència a neomandeu, una altra varietat de l'arameu oriental parlada pels mandeus.

## Arameu
L'arameu apareix a Síria i Mesopotàmia, almenys des del 1r mil·lenni aC. Des del segle XII aC, algunes tribus aramees provinents del sud es van instal·lar al territori que actualment es troba a Síria i l'Iraq.
Els arameus de l'antiga Síria mai no van fundar un imperi unitari, però van aconseguir consolidar-se en diverses ciutats estat com ara Damasc, Hamath i Arpad.
La difusió geogràfica de l'arameu es deu al fet que es va oficialitzar l'ús d'aquesta llengua sota l'hegemonia dels antics imperis assiri, babiloni i després persa. Per això, els seus parlants actuals es troben dispersos per tot l'Orient Mitjà.
En aquest temps, va ser la llengua vehicular de l'Orient Mitjà, en una versió relativament uniforme i molt rica, coneguda amb el nom d'«arameu imperial», que va ser reemplaçada progressivament per altres llengües semítiques com l'hebreu (segle vi aC, després de l'exili de Babilònia) i el fenici (segle i aC), tot i que aquest últim va sobreviure algun temps més al nord d'Àfrica amb la seva variant púnica.

## Orígens
El siríac començà com un dialecte sense escriptura de l'arameu antic a Al-Jazira. La primera evidència que tenim d'aquests dialectes és la seva influència en l'arameu imperial escrit a partir del segle v aC.
Després de la conquesta de Síria i Mesopotàmia per l'Alexandre el Gran, el siríac i altres dialectes arameus van començar a escriure's en reacció a l'hel·lenisme; tot i que, després de la introducció del grec, l'arameu es mantingué com a llengua d'intercanvi.
L'any 132 aC, el Regne d'Osroena es fundà a Edessa i es va adoptar el siríac, el dialecte local de l'arameu, com a llengua oficial del regne. Fins al dia d'avui, els sirians consideren la ciutat d'Edessa com el bressol de la seva llengua.
Com a idioma oficial, al siríac se'l va dotar d'una relativa uniformitat en la seva forma, estil i gramàtica, la qual no tenien altres antics dialectes arameus orientals, i n'és la norma d'Edessa la prevalent. I amb l'aparició del cristianisme, va substituir l'arameu imperial a principis de la nostra era com a versió estandarditzada de l'arameu, i es difongué per l'antic Orient Mitjà.
Es coneixen unes vuitanta inscripcions que corresponen al siríac antic i daten del segle i al segle iii dC. L'exemple més primerenc del que ja es pot considerar siríac, més que arameu imperial, es troba en una inscripció de l'any 6 dC i el pergamí més antic que s'hagi trobat en siríac es tracta de l'escriptura d'una venda de l'any 243 dC. Cap d'aquests dos escrits és cristià.

## El siríac clàssic

La sisena benaurança (Mateu 5:8) d'una Peshitta siríaca oriental. Ṭûḇayhôn l'aylên daḏkên b-lebbhôn: d-hennôn neḥzôn l'allāhâ. «Feliços els nets de cor, perquè ells veuran Déu»

Al segle iii, les esglésies d'Edessa van començar a utilitzar el siríac com a llengua de culte. Hi ha proves que l'adopció del siríac, l'idioma vulgar, va ser amb un propòsit missioner. Molt d'esforç literari va ser posat en la producció d'una traducció autoritzada de la Bíblia al siríac, la Peshitta (ܦܫܝܛܬܐ, Pšīṭtā).
| Abûn d-ḇašmayâ                                |
|                                               |
| Pare nostre, Abûn d-ḇašmayâ, cantat en siríac |
|                                               |

A partir del segle següent, va florir una rica literatura siríaca. Efraïm de Síria, prolífer autor cristià i doctor de l'Església, fou una de les figures més representatives d'aquesta època, ja que va produir la més valuosa col·lecció de poesia i teologia siriana.
En aquell temps, la literatura siríaca va incloure una gran quantitat d'obres versades en poesia, prosa, teologia, litúrgia, himnòdia, història, filosofia, ciència, medicina i història natural, a part que es van traduir nombrosos textos grecs al siríac per autors com Sergi de Reshaina. Per la seva banda, la generalització de l'ús de la Bíblia Peshitta va afavorir l'expansió del siríac paral·lelament al cristianisme. De manera que les edicions crítiques o traduccions modernes siríaques no són més que una ombra del que foren en el passat.

## La Bíblia siríaca

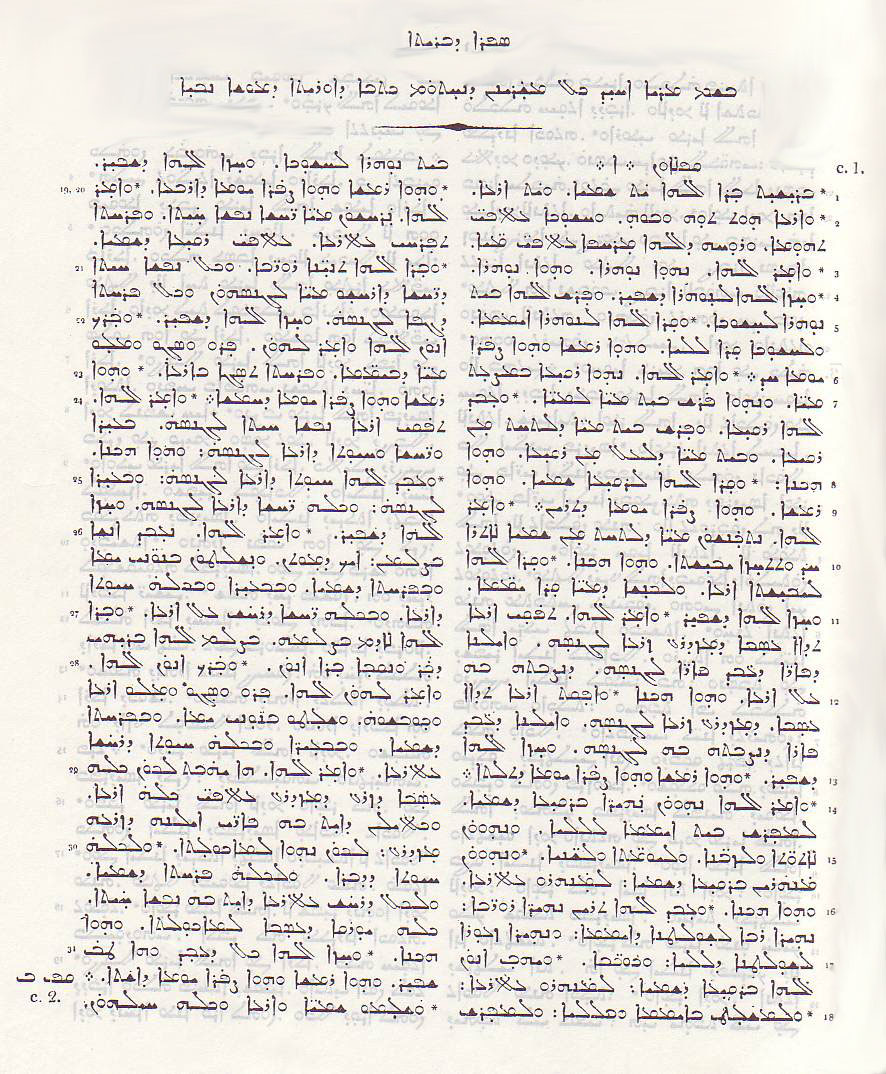
El llibre del Gènesi en una Bíblia siríaca

Una de les més antigues versions conegudes del Nou Testament està escrita en siríac i forma part de la Bíblia coneguda com a "Peixitto" o "Peixitta". Actualment, la Peshitta està en ús en certes esglésies orientals. La Peshitta va ser traduïda a partir de la versió grega escrita en koiné, la més antiga que s'hagi conegut.
No obstant això, hi ha una controvèrsia amb relació a l'idioma original del Nou Testament, ja que alguns especialistes pensen que la versió grega del Nou Testament prové de la traducció de textos siriacoarameus anteriors a aquesta, mentre que la majoria sosté que la primera versió escrita del Nou Testament va ser directament redactada en grec, recordant que, fins i tot en la versió grega, apareixen frases aramees escampades en el text, particularment aquelles pronunciades per Jesús que van ser conservades en la versió original per raons religioses. També és cert que Jesús va predicar en la llengua popular dels jueus, que era l'arameu palestí.
Juntament amb l'hebreu, el grec i el llatí, el siríac i l'arameu són les llengües més emblemàtiques de la cristiandat.

## Divisió
L'any 489, una part important dels cristians de parla siríaca que vivien a l'Imperi Romà d'Orient, van fugir a Pèrsia per la creixent hostilitat i persecució per part dels cristians de parla grega, a causa de la seva filiació nestoriana. Les diferències cristològiques amb l'Església persa van tenir com a conseqüència l'irreconciliable Cisma nestorià que va escindir la comunitat de parla siríaca.
Com a resultat d'aquesta divisió, el siríac es va desenvolupar en dues diferents branques, l'occidental i l'oriental. Però tot i que era una sola llengua amb un alt nivell de comprensió entre les dues branques, aquestes tenien diferències entre si per l'ocupació de característiques distintives en la seva pronunciació, escriptura i vocabulari.
El siríac occidental és la llengua oficial de les esglésies següents:
- Església maronita
- Església catòlica siríaca
- Església ortodoxa siríaca
- Església catòlica siromalankara
- Església ortodoxa siromalankara
- Església siromalabar independent
- Església ortodoxa malankara
- Església malankar santotomasiana

El siríac oriental és la llengua oficial de les esglésies següents:
- Església catòlica caldea
- Església catòlica siromalabar
- Església assíria oriental
- Antiga Església oriental
- Església malabar ortodoxa

Avui en dia, en les esglésies siríaques de Kerala, el siríac de vegades és reemplaçat pel malaiàlam en la litúrgia, tot i que de vegades és utilitzat pels clergats que no parlen les llengües locals.

## Situació actual

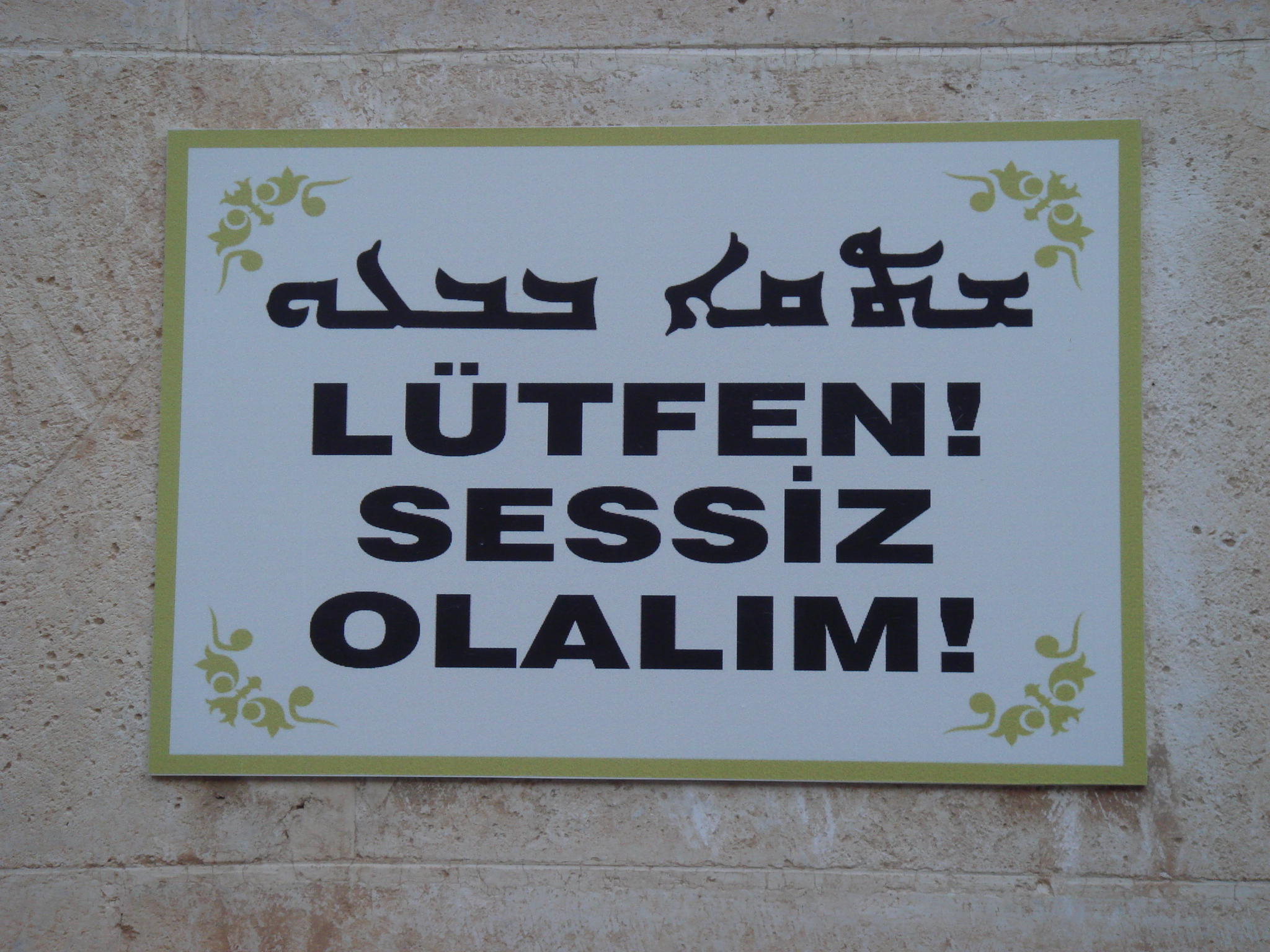
Un signe d'advertència: Si us plau! Sigui tranquil!, en siríac i turc

Després de la conquesta àrab al segle vii dC, el siríac va donar pas a l'àrab com a llengua parlada a l'Orient Mitjà, i quedà restringit el seu ús a poques comunitats cristianes que hi van restar. En molts espais, fins i tot en la litúrgia, el siríac fou reemplaçat per l'àrab.
Aquesta situació va provocar que, amb el temps, el siríac, a part de la seva marginació i aïllament, s'anés degradant en diversos dialectes en diferents racons orientals, on es va continuar parlant.
En els últims segles, el siríac s'ha vist molt afectat per la seva situació com a llengua minoritària i per l'ascens d'ideologies nacionalistes a l'Orient Mitjà. Una gran part dels cristians sirians del nord de Síria (annexat per Turquia a principis del segle xx) van morir juntament amb els armenis durant el genocidi del 1915.
D'altra banda, a l'Iraq, han estat reprimides les comunitats de parla siríaca de diverses maneres, particularment durant els anys del 1930. Una quantitat important abandonà la regió i els emigrats es van establir en diversos països occidentals. L'ascens de l'islam polític durant aquests últims anys ha augmentat el moviment d'emigració. Més recentment, la Guerra de l'Iraq (2003) ha portat a una anarquia que, de fet, ha comportat un augment dels atacs per motius religiosos.
Darrerament, els esforços per a revifar el siríac literari han tingut un cert èxit, amb la creació d'edicions periòdiques en siríac escrit (ܟܬܒܢܝܐ Kṯāḇānāyā) en les primeres dècades del segle xx. El siríac literari modern s'ha utilitzat no sols en la literatura religiosa, sinó també en els gèneres seculars, sovint amb temes nacionalistes.
El siríac ha estat reconegut com a llengua oficial minoritària a l'Iraq. També s'ensenya en algunes escoles públiques a l'Iraq, Israel-Palestina, Suècia i Kerala (Índia).
Entre les esglésies siríaques de Kerala, el malaiàlam sovint reemplaça el siríac. El siríac literari es fa servir sovint com a llengua parlada pels clergats que no parlen els dialectes vernacles.
Recentment, s'ha fet un gran esforç per escriure els dialectes parlats i proveir-los d'una gramàtica, entre altres motius, per evitar la desaparició d'aquestes llengües que s'han tornat extremadament fràgils. El ressorgiment del siríac ha aconseguit un cert èxit, tal com s'ha dit anteriorment, amb la creació d'un diari literari siríac (ܟܬܒܢܝܐ Kṯāḇānāyā, a les primeres dècades del segle xx) i la traducció d'alguns llibres àrabs i occidentals, sovint amb temes nacionalistes. A Suècia, s'ha constituït una comunitat de parla siríaca oriental; la llei d'aquest país exigeix l'ensenyament en la llengua originària.

## Escriptura
El siríac s'escriu de dreta a esquerra. El seu alfabet, com la resta de les llengües semítiques, prové del fenici i està compost per 22 lletres, que poden unir-se o no entre si, segons la seva posició en la paraula. A part d'això té tres tipus d'escriptura:

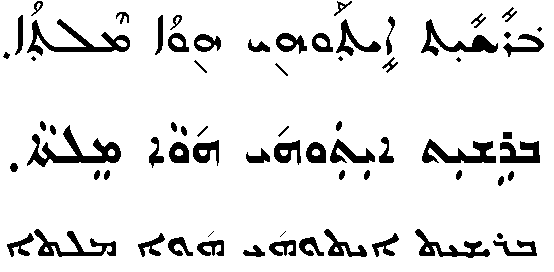
Les paraules inicials de l'Evangeli segons Joan: Brēšiṯ iṯaw[hy]-[h]wā melṯā. «Al principi existia la paraula». Escrites en els tres tipus de caràcters siríacs: estrangelâ, sertâ i madnhâyâ

Estrangelâ (el de sota de tot)Terme que prové de la descripció grega d'aquesta tipografia, στρογγυλή, 'arrodonit'. Actualment, es fa servir en poques ocasions, de vegades pels especialistes. Les vocals es poden indicar per mitjà de petits signes.
Madnhâyâ (el que és al centre)Oriental. S'utilitza per a escriure el siríac oriental. Es diu de vegades nestorià perquè es considerava que els siríacs de l'est eren seguidors de les idees de Nestori. El madnhâyâ és més semblant a l'estrangelâ que el sertâ. Les vocals s'indiquen gràcies a un altre sistema diacrític: punts al voltant de les consonants, de manera semblant a l'àrab.
Sertâ (el de dalt de tot)Lineal. El siríac occidental és el que més s'escriu amb aquest tipus de lletres, que és una simplificació de l'estil estrangelâ. Les vocals són indicades per un sistema diacrític procedent de les vocals gregues.
Quan l'àrab començà a imposar-se al Creixent Fèrtil, els cristians, al principi, l'escrivien amb caràcters siríacs. Aquests escrits són anomenats karshuni o garshuni. En el seu temps, l'alfabet àrab s'agafà del nabateu, una escriptura aramea utilitzada a la regió de Petra.

## Gramàtica
Les paraules siríaques, igual que en altres llengües semítiques, es construeixen a partir d'arrels triconsonàntiques, un grup format per tres consonants amb un significat “base”, entre les quals es col·loquen una sèrie de vocals variades a manera de "soldadura" per compondre conceptes afins. Per exemple, l'arrel ܫܩܠ - ŠQL, té el significat bàsic de "prendre", de manera que tenim les paraules següents que poden formar-se a partir d'aquesta arrel:
- ܫܩܠ — šqal: 'ell ha agafat'
- ܢܫܩܘܠ — nešqōl: 'ell agafarà'
- ܫܩܠ — šāqel: 'ell agafa'
- ܫܩܠ — šaqqel: 'ell ha aixecat'
- ܐܫܩܠ — ʾašqel: 'ell ha marxat'
- ܫܩܠܐ — šqālā: 'una presa, càrrega, porció o síl·laba'
- ܫܩ̈ܠܐ — šeqlē: 'recaptacions, guanys, impostos'
- ܫܩܠܘܬܐ — šaqlūṯā: 'una bèstia de càrrega'
- ܫܘܩܠܐ — šūqqālā: 'arrogància'

## Substantius
La majoria dels substantius es construeixen, com ja s'ha dit, a partir de les arrels triconsonàntiques. Tenen gènere (masculí o femení), poden ser singulars o plurals (només uns quants en són duals) i poden estar en algun dels tres estats gramaticals del siríac; la funció d'aquests estats és parcialment corresponent a la dels casos gramaticals en altres llengües:
- L'estat absolut és la forma bàsica del substantiu — ܫܩܠܝ̈ܢ, šeqlîn, 'impostos'
- L'estat emfàtic representa un substantiu particular — ܫܩ̈ܠܐ, šeqlē, 'els impostos'
- L'estat construït assenyala un substantiu amb relació a un altre — ̈ܫܩܠܝ, šeqlay, 'impostos de...'

No obstant això, mentre es desenvolupava el siríac clàssic, l'estat emfàtic es va anar imposant amb rapidesa com la forma ordinària del substantiu. Els altres dos estats, l'absolut i el construït, van ser relegats a certes expressions simples, com ara: ܒܪ ܐܢܫܐ / ܒܪܢܫܐ, bar nāšâ, 'home', literalment 'fill de l'home'.
En el siríac antic i siríac clàssic primerenc, el genitiu es construïa gairebé sempre utilitzant l'estat construït. Per exemple, ܫܩܠܝ̈ ܡܠܟܘܬܐ, šeqlay malkûṯâ expressava la idea d''els impostos del regne'. Però la relació construïda no va trigar gaire a ser abandonada per l'ús de la partícula relativa ܕ, d-. De manera que la mateixa frase nominal ara queda: ܫܩ̈ܠܐ ܕܡܠܟܘܬܐ, šeqlē d-malkûṯâ, en què tots dos substantius estan en estat emfàtic. Tanmateix, en siríac hi ha la possibilitat de reforçar encara més la relació gramatical entre tots dos substantius mitjançant l'addició d'un sufix pronominal. Per tant, la mateixa frase també es pot escriure així: ܫܩܠܝ̈ܗ ܕܡܠܟܘܬܐ, šeqlêh d-malkûṯâ. En aquest cas, els dos substantius continuen estant en estat emfàtic, però el primer porta el sufix que fa referència a l'altre, el seu complement; és a dir, que el modifica de manera que s'entengui com 'els seus impostos' en al·lusió a 'regne', donant a la frase el sentit literal d''els seus impostos del regne'.
Els adjectius sempre concorden en gènere i nombre amb els substantius que modifiquen. Van en estat absolut si són predicatius; però, si són atributius, concorden amb l'estat del seu substantiu. Així, ܒܝܫܝ̈ܢ ܫܩ̈ܠܐ, bîšîn šeqlē, significa 'els impostos són dolents', mentre que ܫܩ̈ܠܐ ܒܝ̈ܫܐ, šeqlē ḇîšē, significa 'els dolents impostos'.

## Verbs
La majoria dels verbs també es construeixen amb arrels triconsonàntiques. Els verbs finits indiquen persona, gènere (excepte en la primera persona) i nombre, a més del temps i la conjugació. Les formes verbals infinites són l'infinitiu i els participis passius.
El siríac té només dos temps morfològics veritables: perfecte i imperfecte. I encara que aquests temps eren originàriament aspectuals en arameu, van arribar a constituir un veritable temps passat i futur, respectivament. Mentre que, per la seva banda, el present s'expressa amb el participi seguit d'un pronom subjectiu; tret de la tercera persona, en la qual s'omet el pronom. Aquest ús del participi per a indicar el temps present és el més comú d'un nombre dels temps compostos que poden construir-se per expressar les més diferents nocions de temps i aspecte.
En siríac, també es fa ús de conjugacions verbals, tal com s'esdevé en altres llengües semítiques; aquestes suposen modificacions regulars de les arrels verbals per a expressar altres canvis de significat. La primera conjugació és l'estat base o pə`al (el seu nom segueix la forma de l'arrel); forma verbal que porta el significat normal de l'expressió. El següent és l'estat intensiu o pa``el; forma verbal que implica un significat intensificat. El tercer és l'estat extensiu o ap̄`el; forma verbal de significat causatiu. D'aquesta manera, cadascuna d'aquestes conjugacions té el seu equivalent passiu: eṯpə`el, eṯpa``al i ettap̄`al respectivament; per tal que aquestes sis conjugacions cardinals puguin ser afegides a algunes formes irregulars, com ara šap̄`el i eštap̄`al, que tenen un significat extensiu.

## Fonologia
El siríac clàssic té dos modes principals de pronunciació: l'occidental i l'oriental. Tanmateix, n'hi ha algunes variacions en la pronunciació de les diferents modalitats. Els diversos dialectes vernacles de l'arameu oriental modern tenen pronunciacions completament diferents i, de vegades, influeixen en la manera en què es parla la llengua clàssica, com per exemple, en una oració pública, sense considerar la gran influència que reben de les llengües dominants de les regions en què subsisteixen.

### Consonants
L'alfabet siríac consta de 22 consonants, els sons corresponents de les quals són els següents:
| Nom          | ʔĀlap | Bēṯ      | Gāmal    | Dālaṯ    | Hē  | Wāw | Zayn | Ḥēṯ | Ṭēṯ  | Yōḏ | Kāp      |
| Lletra       | ܐ     | ܒ        | ܓ        | ܕ        | ܗ   | ܘ   | ܙ    | ܚ   | ܛ    | ܝ   | ܟ        |
| Pronunciació | [ʔ]   | [b], [v] | [ɡ], [ɣ] | [d], [ð] | [h] | [w] | [z]  | [ħ] | [tˤ] | [j] | [k], [x] |

| Nom          | Lāmaḏ | Mīm | Nūn | Semkaṯ | ʕĒ  | Pē       | Ṣāḏē | Qōp | Rēš | Šīn | Ṯaw      |
| Lletra       | ܠ     | ܡ   | ܢ   | ܣ      | ܥ   | ܦ        | ܨ    | ܩ   | ܪ   | ܫ   | ܬ        |
| Pronunciació | [l]   | [m] | [n] | [s]    | [ʕ] | [p], [f] | [sˤ] | [q] | [r] | [ʃ] | [t], [θ] |

El siríac comparteix amb l'arameu un conjunt de parells consonàntics oclusius/fricatius poc diferenciats. En les diferents variacions d'una mateixa arrel lèxica, alguna consonant de l'arrel pot ser oclusiva en una variació i fricativa en una altra. En l'alfabet siríac, es fa servir una sola lletra per a cada parell. De vegades, es col·loca un punt sobre la lletra (qûššāyâ o enfortiment; equivalent al dagueix hebreu), per indicar una pronúncia oclusiva; o un a sota (rûkkāḵâ o suavització), en cas que en sigui fricativa. Les parelles són:
- Parella labial sonora — /b/ i /v/
- Parella velar sonora — /ɡ/ i /ɣ/
- Parella dental sonora — /d/ i /ð/
- Parella velar sorda — /k/ i /x/
- Parella labial sorda — /p/ i /f/
- Parella dental sorda — /t/ i /θ/

Igual que altres llengües semítiques, el siríac té cinc consonants emfàtiques. Aquestes són les consonants que s'articulen o emeten en la faringe o lleugerament més amunt. Aquest conjunt és:
- Fricativa faríngia sorda — /ħ/
- Oclusiva dental sorda faringalitzada — /tˤ/
- Fricativa faríngia sonora — /ʕ/
- Fricativa alveolar sorda — /sˤ/
- Oclusiva uvular sorda — /q/

A part d'això, també conté aquest grup de consonants sibilants:
- Fricativa alveolar sonora — /z/
- Fricativa alveolar sorda — /s/
- Fricativa alveolar sorda faringalitzada — /sˤ/
- Fricativa postalveolar sorda — /ʃ/

| Punt d'articulació → | Punt d'articulació → | Labial   | Labial      | Coronal | Coronal  | Coronal    | Coronal                | Dorsal  | Dorsal | Dorsal | Radical  | Glotal |
| Mode d'articulació ↓ | Mode d'articulació ↓ | Bilabial | Labiodental | Dental  | Alveolar | Prepalatal | Faringalitzada coronal | Palatal | Velar  | Uvular | Faríngia | Glotal |
| Oclusiva             | Sonora               | b        |             | d       |          |            |                        |         | ɡ      |        |          |        |
| Oclusiva             | Sorda                | p        |             | t       |          |            | tˤ                     |         | k      | q      |          | ʔ      |
| Nasal                | Nasal                | m        |             |         | n        |            |                        |         |        |        |          |        |
| Vibrant              | Vibrant              |          |             | r       | r        | r          |                        |         |        |        |          |        |
| Fricativa            | Sonora               |          | v           | ð       | z        |            |                        |         | ɣ      |        | ʕ        |        |
| Fricativa            | Sorda                |          | f           | θ       | s        | ʃ          | sˤ                     |         | x      |        | ħ        | h      |
| Aproximant           | Aproximant           |          |             | l       | l        | l          | l                      | j       | w      |        | (ʕ)      |        |

### Vocals
Igual que en la majoria de les llengües semítiques, les vocals de l'alfabet siríac estan subordinades a les consonants. Especialment, en presència d'una consonant emfàtica, les vocals tendeixen a convertir-se en mitjanes centralitzades.
El siríac clàssic va tenir el següent grup de vocals distingibles:
- Vocal tancada anterior no arrodonida — /i/
- Vocal semitancada anterior no arrodonida — /e/
- Vocal semioberta anterior no arrodonida — /ɛ/
- Vocal oberta anterior no arrodonida — /a/
- Vocal oberta posterior no arrodonida — /ɑ/
- Vocal semitancada posterior arrodonida — /o/
- Vocal tancada posterior arrodonida — /u/

En el dialecte occidental, la /ɑ/ ha esdevingut /o/, i l'original /o/ ha esdevingut /u/. Al seu torn, en els dialectes orientals hi ha una major versatilitat en la pronúncia de les vocals anteriors, ja que alguns parlants distingeixen cinc qualitats d'aquestes vocals, i els altres només en distingeixen tres.
En siríac, la llargada de les vocals generalment no importa. Les vocals tancades tendeixen a ser més llargues que les vocals obertes. Les vocals obertes formen diftongs amb els /j/ i /w/.
En gairebé tots els dialectes del siríac, els grups complets de possibles diftongs que es poden formar es desprenen en dues o tres pronunciacions modernes:
- /aj/ de vegades es pronuncia com a /e/
- /aw/ en general es converteix en /ɑw/
- /ɑj/ en general es converteix en /aj/, però en el dialecte occidental és /oj/
- /ɑw/ de vegades es pronuncia com a /o/